# Pedro Barrutia
Pedro Ignazio Barrutia (Aramaio, Àlaba, 1682 - Arrasate, Guipúscoa, 1759) va ser un escriptor basc en èuscar.
Va néixer a Aramaio, una de les dues localitats alabeses que encara conserven el basc com a llengua materna. Va ser el primer autor d'una obra de teatre (conservada) de la llengua basca. A mitjan dècada del 1970 va ser representada a San Antón com un acte de resistència.

## Obra
- Gabonetako Ikuskizuna: "Acte per a la Nit de Nadal"